# Drymophila rubricollis
El tiluchí colorado (en Argentina y Paraguay) (Drymophila rubricollis), también denominado batará coludo canela (en Argentina) o tiluchí de Bertoni, es una especie de ave paseriforme de la familia Thamnophilidae perteneciente al género Drymophila. Es nativa del centro suroriental de Sudamérica. 

## Distribución y hábitat
Es endémico de la mata atlántica del sureste de Brasil  (extremo sureste de Minas Gerais, Río de Janeiro y centro y este de São Paulo hacia el sur hasta el oeste y centro de Paraná y noroeste de Río Grande do Sul), este de Paraguay (Canindeyú, Alto Paraná, Caazapá)  y extremo nororiental de Argentina (norte de Misiones).
Esta especie es considerada bastante común en su hábitat natural: el sotobosque de selvas húmedas y sus bordes, principalmente hasta los 1800 m de altitud en la región de Río de Janeiro y principalmente debajo de los 1000 m más hacia el sur. Prefiere los enmarañados densos de tacuarales. Puede ser simpátrico con los tiluchíes culirrufo (Drymophila genei), culipardo (D. ochropyga) y herrumbroso (D. ferruginea).

## Sistemática

### Descripción original
La especie D. rubricollis fue descrita por primera vez por el zoólogo paraguayo Arnoldo de Winkelried Bertoni en 1901 bajo el nombre científico Formicivora rubricollis; la localidad tipo es: «Puerto Bertoni, Alto Paraná, Paraguay».

### Etimología
El nombre genérico femenino «Drymophila» proviene del griego «drumos»: bosque, bosquecillo, soto y «philos»: amante; significando «amante del sotobosque»; y el nombre de la especie «rubricollis», proviene del latín «ruber»: rojo y «collis»: de garganta, significando «de garganta roja».

### Taxonomía
Es pariente próximo al tiluchí herrumbroso (Drymophila ferruginea), y hasta recientemente eran tratados como conespecíficos, pero difieren en la morfología y en la vocalización. Es monotípica.